# 谷岸玲那
谷岸 玲那（たにぎし れな、2000年〈平成12年〉7月7日 - ）は、日本の女優・タレント。
東京都出身。スターダストプロモーション制作一部所属→デジタルエンターテイメント所属。

## 略歴
2013年に第2回芸能1部モデルオーディションを受け、スターダストプロモーションに入所。
2014年にdTV配信『C級さらりーまん劇場』でデビュー。
2016年9月には、明治座で行われた舞台『SAKURA -JAPAN IN THE BOX-』でヒロイン・サクラを演じる(星守紗凪とのダブルキャスト)。
2017年12月には雑誌「GINZA｣でモデルデビューも果たす。現役高校生でありながら異例のCHANELとのコラボレーションだった。
2018年より、スターダストプロモーション所属の女性タレントで構成される「スタダGG!」の3期生として加入
。OPENRECやYoutubeでゲーム配信を行っていた(〜2021年4月)。
2020年7月、「ミスマガジン2020」のファイナリスト16人に選出され、同月27日発売の「週刊ヤングマガジン」(講談社)で自身初となる水着グラビアを披露したが、グランプリ他各賞受賞はならなかった。
2021年9月より、東京ガールズコレクションの公式ゲームプロジェクトの東京ガールズゲーム(TOKYO GIRLS GAME)にいわたまあり、大塚美波、田中星華と共にメンバーとして参加。リーダーも勤めた。
2022年6月16日、同事務所内でインフルエンサーやYouTuberなどのストリーマーを管轄するデジタルエンターテイメントに移籍。
2022年8月18日に行われたエペ速カップ#2 powered by LEVEL∞に宮本弘佑、丁嵐アメと共に出場し優勝した。
2023年より、スターダストプロモーションデジタルエンターテイメント所属の女性タレントで構成される「スタダモルック部」に参加している (他メンバーは、田中海凪、内藤るな、中山碧瞳、根岸可蓮、葉月くれあ、播磨かな、山本菜摘)。動画はSTARDUST WEBとスターダストプロモーション公式Youtubeにて配信されている。
2023年6月25日、スターダストプロモーション所属タレント内のゲーム好きを集めるゲーム配信番組「スタダGamersClub (現:ハイドアウト404)」の初回配信に小久保柚乃と佐藤大志とともに出演。3人でAPEXをプレイした。初回配信出演以降も度々出演している。
2024年3月31日、ゴー☆ジャス動画初出演(TEAM SHACHI 秋本帆華との共演)以降、不定期でオペレーターとして出演している。
2024年5月、Youtubeメンバーシップ「まるず」を開設。ゲーム関連以外の雑談等をメンバーシップ限定に変更した。
2024年8月24日に北海道函館市で開催されるモルック世界大会予選に星名美怜、田中海凪、中山碧瞳、山本菜摘とともにスターダストモルック部として出場。結果は0勝6敗1引き分けだった。
2024年9月29日、Youtubeにて自身のパチスロチャンネルを開設した。同年12月29日にはミリオンゴッドでGODが降臨するまでの耐久配信を行った。今回48時間の制限時間が設けられていたが、4時間でGODを降臨させた。

## 人物
趣味は 食べ歩き、ゲーム実況動画鑑賞、コスメ集め、音楽を楽しむこと、競馬、パチスロ。
特技は ヒップホップダンス（6歳 -
）、ジャズヒップホップダンス（8歳 -
）
好きな食べ物は、馬刺しと炙りえんがわ。嫌いな食べ物は無く、なんでも食べられる。
朝起きることが苦手(「浜ちゃんが!」で披露したエピソード)。
生粋のゲーム好きである。
愛称は、「RenamarU（れなまる）」
自身のYoutubeチャンネルでのお決まりの挨拶は「わこまる」、「おつまる」。前者は「わこつ」(枠取りお疲れ様)とれなまるから来ている。顔出し配信の際にはこれらの挨拶をする時にOKサインも合わせて行っている(れなまるポーズ)。また自身のTwitterでは朝の挨拶として「おはまる」を使うこともある。
お決まりの自己紹介は、「れなまること谷岸玲那です」。れなまるポーズとともに行っている。れなまるポーズは両手バージョンと片手バージョンがある。
3歳歳下の弟がいる。名前はれお。
犬を2匹飼っている。チワワの「ベラ」とトイプードルの「ルビー」。どちらも雌。
APEXの最高ランクはマスター(シーズン12、シーズン17)、好きなキャラはオクタン。ジャイロ操作でプレイしている。
好きなサンリオキャラクターは、ぐでたま。
好きなポケモンのキャラは、ブラッキー。ブラッキーをモチーフにしたネイルもしたことがある。
好きな色は、黒。その為、私服やネイルに黒が多い。
推しは、東京喰種の金木研、ブルーロックの凪誠士郎。凪誠士郎に関しては髪色をお揃いにしたことがある。
ZILLIONのモカとは親友。
CROWN POPの里菜とは高校の同級生

## 出演

### 映画
- 「クローバー」（2014年11月）- 鈴木沙耶(中学生) 役[9]
- 「騒音」（2015年5月）
- 「脳漿炸裂ガール」（2015年7月）
- 「イカれてイル?」（2016年2月）
- 「3月のライオン 後編」（2017年4月）
- 「となりの怪物くん」（2018年7月27日）
- 「愛唄 -約束のナクヒト-」（2019年1月25日) - 高校生 役[66]

### 舞台
- 「SAKURA -JAPAN IN THE BOX-」（2016年9月 - 2017年3月）- 主演:サクラ 役[6]

### テレビドラマ
- 「サバイバルボーイ＆ガール」（2017年2月、日本映画専門チャンネル）
- 「ザンビ」（2019年1月23日、日本テレビ) - 五十嵐愛華 役[67]
- 「ひみつ×戦士 ファントミラージュ!」第9話 発見!?4人目のファントミラージュ!（2019年6月2日、テレビ東京）- 女子高生 役[68]
- 「FAKE MOTION -卓球の王将-」（2020年4月8日、日本テレビ） - マイ 役[69][70][71][72]
- 「拾われた男」第4話（2022年7月17日、NHK） - ヒロシの連れ 役[73]
- 「新宿野戦病院」第1話 (2024年7月3日、フジテレビ) - キャバ嬢 役[74]

### 配信ドラマ
- 「女子高生と武将」（2018年4月18日、Yahoo!映像トピックスオリジナル番組） - レナ 役[75][76]

### バラエティ
- 「ホンマでっか!?TV」（2016年6月・2017年8月、フジテレビ）- 「セレブJK評論家」としてゲスト出演[77]
- 「出川哲朗のアイ・アム・スタディー」（2018年8月10日、日本テレビ)[78]
- 「痛快TV スカッとジャパン」神ティーチャースカッと② 荷物検査の日に神降臨（2018年9月24日、フジテレビ)[79][80]
- 「超問クイズ! 真実か?ウソか?」（2019年7月12日、日本テレビ)[81][82]
- 「中居正広の金曜日のスマイル達へ」(2024年4月5日、TBSテレビ) - 芸能人版大ピンチ図鑑 再現VTR ギャル曽根 高校生 役、大人 役としての出演[83][84][85]
- 「何かオモシロイコトないの?」(2024年7月8日,7月15日、フジテレビ) - 新企画!風磨らモテすぎ男が恋愛難問に完璧回答!? 「恋愛に悩める女性たち」として出演[86][87][88][89]、番号札は14番、肩書きは「ゲーム配信者」
- 「浜ちゃんが!」(2024年10月2日、読売テレビ、2024年10月16日、日本テレビ) - #814 "買う"編[90][91][92]
- 「SHOW激!今夜もドル箱」(2024年11月26日、テレビ東京)[93][94][95] - 嶋大輔・谷岸玲那 対戦台:Pいくさの子織田三郎信長伝

### 配信バラエティ
- 「とれたて！フレッシャーズ」（2018年7月11日、AbemaTV)[96]
- 「シブオビ～宇田川未成年会議所～」(dTVチャンネル) - 火曜ウダガールとしての出演[97]
- 「矢口真里の火曜 The NIGHT.」（2020年7月28日、AbemaTV)[98]
- SHAKE UP WALLOP 火曜日 (2024年4月2日[99][100]、2024年6月25日[101][102][103][104])

### ラジオ
- 「60TRY部」エンタメTRY部（2019年4月 - 2021年4月、ラジオ日本） - 準レギュラー
- 「ラジオのアナ〜ラジアナ Fから始まりIで終わるフジワラジオ」(2020年8月13日、FM NACK5) - 26時台ゲスト[105][106][107]

### Youtube(れなまるチャンネル、れなぱちch以外)
- 明治座SAKURA (2016年8月31日[108]、10月24日[109]、11月1日[110]、2017年2月22日[111])
- eQリーグ公式チャンネル(2020年3月22日[112]、4月8日[113]、4月28日[114])
- maidigitv※株式会社MANTAN (2020年7月21日[115])
- ななめ45°土屋レイディオ!! (2020年7月28日[116]※れなまる視点はOPENRECからの配信 、2021年5月25日[117][118])
- AMEZARIドラマ#2「SPY?」[119][120] - マイ 役(2021年1月16日、AMEZARI放送局)
- 講談社ヤンマガch (2021年3月25日[121][122]、4月8日[123][124]、4月21日[125]、4月22日[126])
- 東京ガールズゲーム(2021年9月10日[127]、9月11日[128]、9月18日[129]、9月25日[130]、10月7日[131]、10月9日[132]、10月16日[133]、10月30日[134]、11月6日[135]、11月13日[136]、11月20日[137]、12月1日[138]、12月18日[139]、12月20日[140]、12月26日[141]、2022年1月6日[142]、1月26日[143])
- 恵比寿のすみっこ(デジタルエンターテイメント運営Youtube)(2023年12月1日[144]、12月17日[145]、2024年9月7日[146]、10月4日[147]、10月15日[148]、10月18日[149]、11月2日[150]、12月24日[151]、1月26日[152])

　☆スタダGamersClub 現:ハイドアウト404(上記Youtubeチャンネル内のゲーム配信) (2023年6月25日、7月21日、8月4日、11月23日、11月30日、2024年1月11日、2月2日、2月10日、4月17日、5月21日、8月29日)
- スターダストプロモーション (2016年8月26日[183]、2023年7月23日[184]、9月2日[185]、9月30日[186]、2024年2月5日[187]、2月20日[188]、2月28日[189]、9月20日[190]、10月25日[191])
- ゴー☆ジャス動画 (2024年3月31日[192]、4月4日[193]、4月19日[194]、4月21日[195]、4月22日[196]、5月13日[197]、5月18日[198]、6月5日[199]、6月7日[200]、6月21日[201]、6月23日[202]※生配信、6月24日[203]、6月26日[204]、6月28日[205]、7月1日[206]、7月3日[207]、7月6日[208]、7月8日[209]、7月11日[210]、7月14日[211]、7月30日[212]、8月3日[213]、8月5日[214]、8月8日[215]、8月11日[216]、8月12日[217]、8月16日[218]、8月21日[219]、8月22日[220]、8月23日[221]、8月26日[222]、8月29日[223]、9月2日[224]、9月7日[225][226]、9月20日[227]、9月21日[228][229]、9月26日[230]、9月27日[231]、9月28日[232]、10月4日[233]、10月5日[234]※事前収録のクレーンゲーム総重量対決での参加、10月7日[235]、10月10日[236]、10月12日[237]、10月14日[238]、10月17日[239]、10月22日[240]、11月2日[241]、11月3日[242]、11月4日[243]、11月6日[244]、11月7日[245]、11月14日[246]、11月21日[247]、11月23日[248]、11月25日[249]、11月29日[250]、12月1日[251][252]、12月4日[253]、12月7日[254]、12月14日[255]、12月21日[256]、12月22日[257]、12月30日[258]、12月31日[259][260]、2025年1月2日[261]、1月3日[262]、1月4日[263]、1月5日[264]、1月6日[265]、1月8日[266]、1月11日[267]、1月29日[268]、1月30日[269]、2月5日[270])
- SHAKE UP WALLOP(2024年4月2日[271]、6月25日[272])
- TCK公式LIVE ウマきゅん  東京シティ競馬(2025年5月1日)[273]

### TikTok (れなまるチャンネル以外)
- 東京ガールズゲーム (2022年1月18日[274]、1月20日[275]、1月31日[276]、2月4日[277]、2月8日[278]、2月10日[279]、2月17日[280]、2月24日[281]、4月25日[282]、5月9日[283]、5月10日[284]、5月26日[285]、5月23日[286])
- シャチはいつでもオンステージ! ※TEAM SHACHI公式TikTok (2024年4月30日[287] ※秋本帆華、篠崎こころとのゴージャス動画の収録時 、9月19日[288] ※秋本帆華、高見奈央とのゴージャス動画の収録時)
- ゴージャス動画Official (2024年5月1日[289]、5月3日[290]、5月6日[291]、5月14日[292]、5月16日[293]、5月17日[294]、6月19日[295]、6月24日[296]、7月18日[297]、7月22日[298]、7月23日[299]、7月24日[300]、8月7日[301]、8月8日[302]、8月12日[303]、8月21日[304]、8月22日[305]、8月23日[306]、9月17日[307]、9月19日[308]、9月23日[309]、9月27日[310]、9月29日[311]、10月18日[312]、10月22日[313])

### 広告
- 三田国際学園中学校・高等学校（2015年4月）
- サンリオ「ぴょこのる」（2016年11月 - 2017年10月)[314]
- アルファクリニック (2021年7月 - )

### CM
- SOFTBANK「ギガと学生」篇（2016年1月）

### PV
- UNiTE.「universe」（2015年7月8日[315]）
- Candy or Whip「騙されろ、夏に」（2018年7月25日[316][317])
- monje 「Dekoboko」 (2023年2月25日[318][319][320][321]) - 当時同部署の葉月くれあとの共演
- ヤングスキニー 「プレイボーイシンドローム」 (2024年4月19日[322] ※現在非公開[323]) - 六本木のキャバ嬢の姉さん 役 として出演

### イベント
- 「MTV VIDEO MUSIC AWARDS JAPAN 2013」TLCバックダンサー（2013年6月）
- 「超十代 -ULTRA TEENS FES- 2018 @TOKYO」（2018年3月27日、幕張メッセ）
- 「超十代 -ULTRA TEENS FES- 2019 @TOKYO」（2019年3月26日、幕張メッセ）
- 「eQリーグ 芸能人女子エンタメeスポーツクイーン決定戦」（2019年2月15日 ‐ 4月13日、神田明神ホール）
- 「eQリーグ 芸能人女子エンタメeスポーツクイーン決定戦 プレシーズンマッチ」(2020年3月20日、)※無観客、映像収録
- 「超十代 -ULTRA TEENS FES- 2020 @TOKYO」（2020年3月24日、幕張メッセ）※開催中止
- 超DEフェス2023[324][325][326] [327][328](2023年8月20日、RED°TOKYOTOWER)
- 超DEフェス2024[329](2024年12月28日、harevutai)

### DVD
- 「FAKE MOTION -卓球の王将-」（2020年7月29日発売）

## 書籍

### 雑誌
- 「GINZA」1月号（2017年12月12日発売 - マガジンハウス）[9]
- 「Wedding Book」62号（2018年4月5日発売 - ウインドアンドサン）
- 「ガールズゲーマー”PARTY”」（2019年9月 - 白夜書房）[330]
- 「日経エンターテイメント」（2019年11月 - 日経BP)
- 「週刊ヤングマガジン」No.35（2020年7月27日 - 講談社）